# Proton Pseudos
Proton Pseudos (altgriechisch πρῶτον ψεῦδος, wörtlich erste Lüge, Grundirrtum) ist ein Begriff der aristotelischen Logik. Er bezeichnet die erste falsche Prämisse in einer Deduktion, aus der in der Regel weitere falsche Aussagen folgen, auch wenn formal korrekt geschlussfolgert wird.
Beispiel:
Tux ist ein Pinguin, mithin ein Vogel.
Alle Vögel können fliegen. (proton pseudos)
Folglich kann Tux fliegen.